# Інтерфаза
Інтерф́аза — це комплекс процесів у клітині між двома клітинними поділами.
- G0 (2N-2C), «G» від «growth» — англ. Ріст. Клітини входять у цю фазу одразу ж після клітинного поділу. Зазвичай, у цій фазі знаходяться усі диференційовані клітини дорослого організму. Такі клітини не беруть участь у регенерації органів. Клітини з фази G0 можуть повернутися до фази G1 під дією антигенів, гормонів, ростових факторів (індуковані стовбурові клітини).

- G1 (2N-2C): перша фаза росту клітини — у цій фазі немає ні реплікації, ні поділу. Фаза може тривати від 90 хвилин до декількох днів. Деякі клітини мають досить коротку фазу G1 (запліднена яйцеклітина під час утворення бластоцисти).

- S (перехід до 2N-4C): «S» від «synthesis» — англ. Синтез. Протягом цієї фази відбувається синтез ДНК у клітині (реплікація ДНК). Відбувається реплікація хромосом, тобто геном материнської клітини подвоюється і рівномірно розподіляється між дочірніми клітинами. ДНК подвоюється завдяки комплементарності пуринів і піримідинів (напівконсервативний поділ). Триває ця фаза близько восьми годин. У кінці кожна хромосома дає дві сестринські хроматиди.

- G2 (2N-4C): Це друга фаза клітинного росту. Триває вона 3-4 години.

- M : Це фаза клітинного поділу. Соматичні клітини завершують клітинний цикл мітозом, тоді як попередники статевих клітин (сперматогонії та овогонії) переходять у стадію мейозу (теж M)